# Zawada (powiat gostyński)
Zawada – wieś w Polsce położona w województwie wielkopolskim, w powiecie gostyńskim, w gminie Poniec.
Wieś położona była w 1580 roku w powiecie kościańskim województwa poznańskiego. W latach 1975–1998 miejscowość należała administracyjnie do województwa leszczyńskiego.
W miejscowości działała Rolnicza Spółdzielnia Produkcyjna Zawada.